# Aloe richaudii
Aloe richaudii ist eine Pflanzenart der Gattung der Aloen in der Unterfamilie der Affodillgewächse (Asphodeloideae). Das Artepitheton richaudii ehrt den französischen Gärtner Philippe Richaud, der die Pflanzen in seinen Gewächshäusern heranzog.

## Beschreibung

### Vegetative Merkmale
Aloe richaudii wächst stammlos, verzweigt von der Basis aus und bildet Klumpen aus fünf bis sechs Rosetten. Die etwa 18 lanzettlichen Laubblätter sind aufrecht-ausgebreitet. Ihre bläulich grüne Blattspreite ist 30 Zentimeter lang und 8 Zentimeter breit. Die spitzen, gelben Zähne am gelben Blattrand sind etwa 2 Millimeter lang und stehen etwa 8 Millimeter voneinander entfernt.

### Blütenstände und Blüten
Der Blütenstand weist ein bis zwei Zweige auf und erreicht eine Länge von 32 Zentimeter. Die dichten, kopfigen Trauben sind 4,5 bis 5 Zentimeter lang und 6,5 bis 7 Zentimeter breit. Die hängenden Blüten öffnen sich von der Traubenspitze abwärts. Die eiförmigen, weißen Brakteen weisen eine Länge von 8 bis 9 Millimeter auf und sind 3 bis 5 Millimeter breit. Die zylindrischen, gelben Blüten stehen an 16 bis 18 Millimeter langen Blütenstielen. Die Blüten sind 30 Millimeter lang. Auf Höhe des Fruchtknotens weisen die Blüten einen Durchmesser von 7 Millimeter auf. Darüber sind sie zur Mündung auf 10 Millimeter erweitert. Ihre äußeren Perigonblätter sind fast nicht miteinander verwachsen. Die Staubblätter und der Griffel ragen nicht aus der Blüte heraus.

## Systematik und Verbreitung
Aloe richaudii ist in Kenia im Marsabit District auf Felsen in einer Höhe von 1375 Metern verbreitet. Die Art ist nur vom Typusfundort bekannt.
Die Erstbeschreibung durch Norbert Rebmann wurde 2008 veröffentlicht.

## Nachweise